# Фергюсон, Иэн (футболист)
Иэн Фергюсон (англ. Ian Ferguson; род. 15 марта 1967, Глазго) — шотландский футболист, игрок сборной Шотландии, тренер.

## Биография
Родился 15 марта 1967 года. Иэн вырос в районе Паркхед в Глазго, в нескольких кварталах от Селтик-парка. Несмотря на то, что он был сторонником «Рейнджерс», после неудачного опыта с Абердином в 1983 году Фергюсон начал свою карьеру в 1984 году с клуба Клайд.

## Карьера игрока
В 1986 году перешел в ФК «Сент-Миррен», где в 1987 году забил победный гол, который помог его команде победить в финале Кубка Шотландии.
Фергюсон перешел в «Рейнджерс» в 1988 году и оставался в клубе 2 года, в течение которых помог им подряд выиграть девять чемпионатов шотландской лиги. Был включен в зал славы клуба.
Играл за «Данфермлин Атлетик» в течение двух сезонов, прежде чем перейти в Австралию, где выступал за «Нортерн Спирит» и «Сентрал Кост Маринерс». Принял участие в девяти международных матчах за сборную Шотландии.
После завершений карьеры игрока Фергюсон руководил «Норт Квинсленд Фьюри», «Перт Глори», «Норт Квинсленд Фьюри» и «Стирлинг Македония».

### Рейнджерс
Через девять месяцев после победы в Кубке Шотландии он перешел в «Рейнджерс». Вместе с Алли Маккоистом и Ричардом Гофом поучаствовал в достижение «Рейнджерс» : девяти титулов подряд в период с 1988-89 по 1996-97 годы под руководством тренеров Сунесса и Уолтера Смита. Забил в финале Кубка Шотландской лиги 1988 года и получил свою первую золотую медаль.
Участвовал в первой победе в чемпионате с тренером Диком Адвокатом в 1998—1999 годах, вышел на замену в финалах Кубка лиги и Кубка Шотландии в том сезоне. 21 июля 1999 года сыграл матч в матче против «Сандерленда».
Под руководством Дика Адвоката Фергюсон стал получать меньше игрового времени и в 2000 году он перешел в «Данфермлин Атлетик».

### Данфермлин Атлетик
Фергюсон провел два сезона в Файфе, в течение которых помог недавно повысившемуся в классе «Данфермлин Атлетик» сохранить свое место в высшем дивизионе (9-е место в 2000—2001 годах), а затем улучшить его позицию (6-е место в 2001—2002 годах).
Затем переехал в Австралию, где закончил карьеру игрока и начал тренерскую карьеру.

### Международная карьера
Фергюсон выиграл девять международных чемпионатов чемпионатов Шотландии, которые проводились с нерегулярными интервалами в течение девяти лет.
Его последнее выступление было в нулевой ничьей против Эстонии в феврале 1997 года.
После игры было подслушано, что Фергюсон ругался с болельщиками сборной Шотландии. Он извинился перед менеджером Шотландии Крейгом Брауном, и его включили в следующую заявку команды.

## Тренерская карьера

#### Северный Квинсленд Фьюри ФК
15 сентября 2008 года Фергюсон был утвержден в качестве нового тренера ФК «Северный Квинсленд», покинув свой пост помощника тренера в «Сентрал Кост Маринерс». Он занял эту должность и начал подготовку команды к их первому сезону в австралийской лиге Hyundai A. Фергюсон работал в «Фьюри» один год, пока клуб не закрылся из-за финансовых проблем.

#### ФК «Перт Глори»
В 2010 году Фергюсон перешел на должность помощника Дэвида Митчелла в «Перт Глори» в конце сезона 2009—2010 и стал тренером 12 октября 2010 года после ухода Дэвида Митчелла на пенсию. 27 марта 2012 года он подписал двухлетний контракт с клубом.
Фергюсон успешно вывел «Перт Глори» в свой первый Гранд-финал Лиги А в апреле 2012 года, обыграв «Сентрал Кост Маринерс» в серии пенальти на домашней площадке «Маринерс» в Госфорде. Однако они проиграли следующий Гранд-финал после позднего возвращения из Брисбена Рора, которому был присужден спорный штраф за травму.
Контракт Фергюсона был взаимно расторгнут 11 февраля 2013 года в качестве менеджера «Перт Глори» после пяти поражений подряд и шести часов игрового времени без забитых голов.